# Evergestis sophialis
Evergestis sophialis là một loài bướm đêm trong họ Crambidae.